# Wydział Rolnictwa i Bioinżynierii Uniwersytetu Przyrodniczego w Poznaniu
Wydział Rolnictwa i Bioinżynierii Uniwersytetu Przyrodniczego w Poznaniu – jeden z ośmiu wydziałów Uniwersytetu Przyrodniczego w Poznaniu. Jego siedziba znajduje się przy ul. Wojska Polskiego 28  w Poznaniu. Powstał w 1951 roku.

## Struktura
- Instytut Inżynierii Biosystemów
- Katedra Agronomii
- Katedra Biochemii i Biotechnologii
- Katedra Chemii Rolnej i Biogeochemii Środowiska
- Katedra Genetyki i Hodowli Roślin
- Katedra Gleboznawstwa i Ochrony Gruntów
- Katedra Łąkarstwa i Krajobrazu Przyrodniczego
- Katedra Metod Matematycznych i Statystycznych
- Katedra Mikrobiologii Ogólnej i Środowiskowej

## Kierunki studiów
- biotechnologia
- ekoenergetyka
- informatyka i agroinżynieria
- ochrona środowiska
- rolnictwo
- technika rolnicza i leśna

## Władze
Dziekan: prof. dr hab. Anna Kryszak 

Prodziekan: prof. dr hab. Andrzej Blecharczyk  (Rolnictwo)

Prodziekan: dr hab. Daniel Lipiński, prof. nadzw. (Biotechnologia)

Prodziekan: prof. dr hab. Wojciech Owczarzak (Ochrona Środowiska)

Prodziekan: dr hab. Piotr Rybacki (Technika Rolnicza i Leśna, Informatyka i Agroinżynieria, Ekoenergetyka, Inżynieria Rolnicza)